# Pseudoeurycea altamontana
Pseudoeurycea altamontana är en groddjursart som först beskrevs av Taylor 1939.  Pseudoeurycea altamontana ingår i släktet Pseudoeurycea och familjen lunglösa salamandrar. IUCN kategoriserar arten globalt som starkt hotad. Inga underarter finns listade i Catalogue of Life.